# Chlorophytum chelindaense
Chlorophytum chelindaense là một loài thực vật có hoa trong họ Măng tây. Loài này được Kativu & Nordal mô tả khoa học đầu tiên năm 2008.